# Serruria rosea
Serruria rosea är en tvåhjärtbladig växtart som beskrevs av Henry Phillips. Serruria rosea ingår i släktet Serruria och familjen Proteaceae. Inga underarter finns listade i Catalogue of Life.